# Mask (film)
Pour les articles homonymes, voir Mask.
Ne doit pas être confondu avec The Mask (film, 1994).
Pour plus de détails, voir Fiche technique et Distribution.
Mask est un film américain de Peter Bogdanovich sorti en 1985. Il est librement inspiré de l'histoire vraie de Roy L. Dennis, un adolescent atteint de dysplasie craniométaphysaire.

## Synopsis
Le jeune Rocky Dennis est né avec un visage déformé par une maladie génétique rare qui altère radicalement son visage et lui donne un aspect de lion. Sa mère Rusty fréquente un gang de motards. Elle adore et protège son fils, mais doit faire face à ses propres hantises. Elle se plonge dans des aventures sans lendemain et dans la toxicomanie, jusqu'au moment où Gar, un ancien amant, revient. Rocky se fait accepter à l'école, mais se sent triste et désespéré à cause du fossé social que creuse sa difformité et qui l'empêche de mener une existence comme les autres jeunes de son âge.

## Fiche technique
- Titre original et français : Mask
- Réalisation : Peter Bogdanovich
- Scénario : Anna Hamilton Phelan
- Direction artistique : Norman Newberry
- Décors : Richard J. DeCinces
- Photographie : László Kovács
- Montage : Barbara Ford
- Musique : Dennis Ricotta
- Société de production : Universal Pictures
- Société de distribution : Universal Pictures
- Pays de production :  États-Unis
- Langue originale : anglais
- Format : couleur (Technicolor) — 35 mm — 1,85:1 (Panavision) — son Mono
- Genre : Film dramatique
- Durée : 120 minutes
- Dates de sortie : 
  - États-Unis : 8 mars 1985
  - France : 29 mai 1985

## Distribution
- Eric Stoltz (VF : Luq Hamet) : Roy L. « Rocky » Dennis (en)
- Cher (VF : Elisabeth Margoni) : Florence « Rusty » Dennis
- Sam Elliott (VF : Marc de Georgi) : Gar
- Estelle Getty (VF : Nelly Vignon) : Evelyn Tullis (la mère de Rusty)
- Richard Dysart (VF : Claude Joseph) : Abe Tullis (le père de Rusty)
- Laura Dern (VF : Agathe Mélinand) : Diana Adams
- Micole Mercurio : Babe
- Harry Carey Jr. : Red
- Dennis Burkley : Dozer
- Lawrence Monoson (VF : Thierry Bourdon) : Ben
- Ben Piazza (VF : Roland Ménard) : Mr. Simms
- L. Craig King (VF : Vincent Ropion) : Eric
- Andrew Robinson (VF : Hervé Bellon) : le Dr Vinton
- Alexandra Powers : Lisa
- Kelly Jo Minter (VF : Maïk Darah) : Lorrie
- Todd Allen : Canuck
- Howard Hirdler : Stickman
- Les Dudek : Bone

## Accueil par la critique et différend avec Universal
Mask a reçu un très bon accueil critique à sa sortie, tant aux États-Unis qu'en Europe. Le film fut cependant au centre d'une polémique lorsqu'il fut sélectionné au Festival de Cannes de 1985. Peter Bogdanovich demanda à Cher de boycotter toute promotion tant que son différend avec Universal n'était pas réglé : le réalisateur reprochait au studio d'avoir coupé deux scènes clés du film, notamment une scène où Cher et Eric Stoltz chantent, ainsi que d'avoir remplacé la bande originale composée par Bruce Springsteen, dont était fan le vrai Rocky Dennis, par celle, moins chère, de Bob Seger.
Peter Bogdanovich fit publier une lettre ouverte dans la revue The Hollywood Reporter, critiquant le soi-disant montage du film ordonné par Universal Pictures et reçut le soutien de nombreux réalisateurs, dont Martin Scorsese et Francis Ford Coppola. Universal répliqua que la somme demandée par Bruce Springsteen pour les droits musicaux était exorbitante. Le chanteur se justifia expliquant que l'argent devait être destiné à diverses œuvres de charité. 
Ce n'est qu'en 2004 que Bogdanovich obtint d'Universal la sortie de sa version du film, avec des bonus incluant les scènes coupées, les essais de Cher et les commentaires du réalisateur.

## Autour du film
- Lors du tournage, les relations entre Bogdanovich et Cher furent parfois orageuses, mais le film se termina en très bons termes. Alors que Bogdanovich exigea que Cher prenne son parti dans le conflit qui l'opposait au producteur Martin Starger et Universal, leurs relations se dégradèrent, puis la comédienne refusa de nuire au film pour des problèmes secondaires à ses yeux[réf. souhaitée].
- Cher reçut le Prix d'interprétation féminine du Festival de Cannes en mai 1985, quelques jours avant son anniversaire, et fut également nommée aux Golden Globes ; les Oscars l'ont boudée alors qu'elle était donnée favorite[réf. souhaitée].